# Mut-Tour
Die Mut-Tour (Eigenschreibweise: MUT-TOUR, ehemalige Bezeichnung Mood-Tour) ist ein deutschlandweites Aktionsprogramm, das Öffentlichkeitsarbeit mit Selbsthilfe verbindet und sich sowohl an Menschen mit als auch ohne Erfahrungen mit psychischen Erkrankungen richtet. Ziel ist die Entstigmatisierung von Depressionen bzw. psychischen Erkrankungen. Die Mut-Tour wurde 2012 als Mood-Tour gegründet und steht unter der Trägerschaft des Mut fördern e. V. Das zentrale Element ist eine jährlich stattfindende Tour durch Deutschland von mehreren tausend Kilometern, bei der mehrtägige Etappen radfahrend auf Tandems oder wandernd mit Pferdebegleitung zurückgelegt werden.

## Organisation
Initiator, Rechteinhaber & künstlerischer Leiter der Mut-Tour ist Sebastian Burger. Institutionelle Schirmdame ist die Stiftung Deutsche Depressionshilfe, die persönlichen Schirmeltern sind die Bremer Persönlichkeiten Annelie Keil und Willi Lemke.
Das Team der Projektleitung wird durch eine Reihe von freien Mitarbeitenden unterstützt, z. B. in den Bereichen Grafik, EDV, Presse und Social Media. Außerdem sind zahlreiche Ehrenamtliche an der Durchführung der Mut-Tour beteiligt, z. B. in der Teilnahme oder Tourleitung der Etappen oder bei der Organisation und Durchführung weiterer Aktivitäten im Rahmen der Tour.
Während der Tour beteiligen sich zahlreiche lokale Institutionen und Vereine aus den Bereichen Breitensport, Medizin und Psychosoziales an Infoständen, Austauschveranstaltungen, Mitfahr-Aktionen und gemeinsamen Presseterminen.
Die Mut-Tour finanziert sich zu einem kleinen Teil aus Eigenanteilen (Spenden, Eigenleistungen etc.) und Stiftungsgeldern. Den Großteil stellen Zuschüsse der Gesetzlichen Krankenversicherung (Selbsthilfeförderung) sowie der Deutschen Rentenversicherung dar.

## Ziele
Hauptziel des Aktionsprogramms ist die Entstigmatisierung psychischer Erkrankungen, stellvertretend anhand der meistverbreiteten Diagnose Depression. Dafür verbindet die Mut-Tour Selbsthilfe mit Öffentlichkeitsarbeit und ermöglicht Begegnung und Austausch zwischen Betroffenen, Angehörigen, beruflich Helfenden sowie allen interessierten Menschen.
Die Mut-Tour zeigt durch individuelle Erfahrungsberichte ein vielfältiges Bild von psychischen Erkrankungen und deren Behandlungswegen. Durch ausführliche Pressearbeit (pro Etappenphase werden ca. 300–500 Interviews in ganz Deutschland mit Medienschaffenden aus Print, Rundfunk und Fernsehen geführt) und durch Aktionstage macht die Mut-Tour deutschlandweit darauf aufmerksam, dass Depressionen und andere psychische Erkrankungen behandelbar sind und setzt sich für einen offenen Umgang damit ein.

## Die Etappen der Mut-Tour
Jedes Jahr bewegen sich mehrere Etappenteams durch Deutschland. Dabei nehmen nicht nur Betroffene, sondern auch Angehörige, beruflich Helfende und Interessierte teil.
Eine Etappe dauert mehrere Tage, in denen täglich entweder ungefähr 55 km auf dem Tandem oder ca. 20 km zu Fuß mit Pferdebegleitung zurückgelegt werden. Während der Etappen werden Termine und Interviews mit der Presse durchgeführt. Außerdem gibt es durch Gespräche am Wegesrand, durch Aktionstage oder Mitmach-Aktionen immer wieder spontanen Austausch mit Interessierten.
Teilnehmende können bei Presseterminen anonym bleiben, z. B. indem Gesichter auf Fotos durch einen speziellen Smiley verdeckt werden. Dieser Smiley repräsentiert auch die Menschen, die aufgrund struktureller Stigmatisierung, z. B. am Arbeitsplatz, Anonymität und Schutz brauchen.
Während der Etappen finden jedes Jahr deutschlandweit Aktionstage statt mit dem Ziel, Aufmerksamkeit auf das Thema psychische Erkrankungen zu lenken. Dabei finden verschiedene Mitmach-Aktionen statt, z. B. stellen Partnerorganisationen aus dem Bereich Psychosoziales und Sport ihre Angebote vor und laden ein, sich über psychische Erkrankungen und Präventionsmöglichkeiten zu informieren und auszutauschen. Einige Aktionstage bieten ein Rahmenprogramm mit Musik und Interaktion. Zusätzlich laden öffentliche Mitmach-Aktionen ein, die Teams für einige Kilometer mit eigenem Fahrrad oder wandernd zu begleiten.
Auf einer virtuellen und interaktiven Deutschlandkarte können Interessierte die jährlichen Etappen nachvollziehen. Darüber hinaus bietet die Interaktive Karte einen ersten Überblick über psychosoziale Hilfen in Deutschland.

## Weitere Angebote
Bewegungsspenden bieten die Möglichkeit, abseits der Etappen gewanderte oder gefahrene Strecken im Zeichen der mentalen Gesundheit zu spenden. Die Aktion soll Menschen zu Bewegung und Aktivität anregen und dabei Aufmerksamkeit für das Thema psychische Erkrankungen schaffen. Bei der Mut-Schnipseljagd geht es darum, an schönen oder interessanten Orten in ganz Deutschland kleine ermutigende Dinge oder Texte zu verstecken, die andere Menschen besuchen können. Sie lassen sich über die Interaktive Karte finden. Der MUT-FASS Blog veröffentlicht Beiträge rund um das Thema Depression und psychische Erkrankungen. Hier finden sich sowohl Inhalte von ehemaligen Teilnehmenden als auch von Menschen außerhalb der Mut-Tour. Er sammelt individuelle Erfahrungen mit Depression und Selbsthilfe und veröffentlicht Berichte aus dem Tour-Alltag sowie medizinische Hintergrundinfos und Wissenswertes.

## Auszeichnungen
- 2015 DGPPN-Anti-Stigma-Preis[37]